# Fra Giacomo da San Vito
Fra Giacomo da San Vito (San Vito dei Normanni, ... – Napoli, 1667) è stato un pittore italiano.

## Biografia
Frate laico dell'Ordine francescano dei Riformati Minori, lavora nella bottega di Fra' Francesco da Martina, presso la quale migliora la sua tecnica, realizzando opere rifacendosi alla tradizione monastica.
Fra' Giacomo realizza numerose opere in molte chiese della Puglia e della Basilicata. Nel 1639 abbandona la bottega del maestro e dipinge la Natività del Signore, opera restaurata proprio di recente e ammirabile nella Chiesa di Sant'Antonio da Padova a Gioia del Colle.
Nel 1666 si sposta a Napoli, dove trova ospitalità nel Convento di Santa Croce di Palazzo fino alla morte che avviene nel 1667.

## Opere
San Vito dei Normanni (nella chiesa di Santa Maria della Vittoria, nella chiesa di Santa Maria delle Grazie), Cassano delle Murge, Altamura, Lecce, Manduria, Gallipoli, Taviano, Ostuni, Matera, Francavilla Fontana, Castellaneta, Mesagne, Bitetto.
| Controllo di autorità | VIAF (EN) 5720153184554027100005 · GND (DE) 1162459433 |